# تحصیل بلمبت
تحصیل بلمبت (به انگلیسی: Balambat) یک تحصیل در پاکستان است که در خیبر پختونخوا واقع شده‌است.